# Lista de capitais estaduais dos Estados Unidos
Esta é uma lista das capitais estaduais dos Estados Unidos.
Em 33 dos 50 estados americanos, a capital não é a cidade mais populosa do estado. Somente duas capitais — Trenton (New Jersey) e Carson City (Nevada) — fazem fronteira com outro estado, enquanto que Juneau (Alasca) faz fronteira com a província canadense de Colúmbia Britânica. As datas listadas na tabela abaixo indicam o ano em que a cidade começou a servir continuamente como capital exclusiva do estado. A maioria dos estados mudaram sua capital pelo menos uma vez.
| Estado             | Capital        | Bandeira | Capital desde | Área de terra (km²) | Cidade mais populosa? | População (2010) | Densidade populacional | Notas |
| ------------------ | -------------- | -------- | ------------- | ------------------- | --------------------- | ---------------- | ---------------------- | --- |
| Alabama            | Montgomery     |          | 1846          | 413,28              | Não                   | 205 764          | 497,88                 | Birmingham é a cidade mais populosa do estado.                                                                                                  |
| Alasca             | Juneau         |          | 1906          | 9 811,98            | Não                   | 31 275           | 4,47                   | Juneau é a maior das capitais em área de terra e a que possui a menor densidade populacional. Anchorage é a cidade mais populosa do estado.     |
| Arizona            | Phoenix        |          | 1889          | 1 533,03            | Sim                   | 1 445 632        | 1 080,24               | Phoenix é a capital mais populosa do país. |
| Arkansas           | Little Rock    |          | 1821          | 577,05              | Sim                   | 193 524          | 626,85                 | |
| Califórnia         | Sacramento     |          | 1854          | 253,61              | Não                   | 466 488          | 1 839,38               | A Suprema Corte da Califórnia localiza-se em São Francisco. Los Angeles é a cidade mais populosa do estado.                                     |
| Carolina do Norte  | Raleigh        |          | 1794          | 370,11              | Não                   | 403 892          | 1 091,28               | Charlotte é a cidade mais populosa do estado.                                                                                                   |
| Carolina do Sul    | Colúmbia       |          | 1786          | 342,42              | Sim                   | 129 272          | 377,52                 | |
| Colorado           | Denver         |          | 1867          | 396,27              | Sim                   | 600 158          | 1 514,52               | |
| Connecticut        | Hartford       |          | 1875          | 45,01               | Não                   | 124 775          | 2 771,92               | Bridgeport é a cidade mais populosa do estado.                                                                                                  |
| Dakota do Norte    | Bismarck       |          | 1883          | 79,88               | Não                   | 61 272           | 767,10                 | Fargo é a cidade mais populosa do estado. |
| Dakota do Sul      | Pierre         |          | 1889          | 33,83               | Não                   | 13 646           | 403,43                 | Sioux Falls é a cidade mais populosa do estado.                                                                                                 |
| Delaware           | Dover          |          | 1777          | 59,96               | Não                   | 36 047           | 601,20                 | Wilmington é a cidade mais populosa do estado.                                                                                                  |
| Flórida            | Tallahassee    |          | 1824          | 259,65              | Não                   | 181 376          | 698,55                 | Jacksonville é a cidade mais populosa do estado, e Miami é a maior região metropolitana.                                                        |
| Geórgia            | Atlanta        |          | 1868          | 344,86              | Sim                   | 420 003          | 1 217,91               | |
| Havaí              | Honolulu       |          | 1845          | 156,75              | Sim                   | 337 256          | 2 151,61               | |
| Idaho              | Boise          |          | 1865          | 205,54              | Sim                   | 205 671          | 1 000,63               | |
| Illinois           | Springfield    |          | 1837          | 154,05              | Não                   | 116 250          | 754,61                 | Springfield é a capital menos populosa, com população superior a 100 mil. Chicago é a cidade mais populosa do estado e também do Centro-Oeste.. |
| Indiana            | Indianápolis   |          | 1825          | 949,13              | Sim                   | 829 718          | 874,19                 | Além de ser a segunda capital mais populosa, Indianápolis também é a segunda cidade mais populosa do Centro-Oeste.                              |
| Iowa               | Des Moines     |          | 1857          | 209,45              | Sim                   | 203 433          | 971,26                 | |
| Kansas             | Topeka         |          | 1856          | 155,84              | Não                   | 127 473          | 817,98                 | Wichita é a cidade mais populosa do estado. |
| Kentucky           | Frankfort      |          | 1792          | 37,09               | Não                   | 25 527           | 688,27                 | Louisville é a cidade mais populosa do estado.                                                                                                  |
| Luisiana           | Baton Rouge    |          | 1880          | 199,30              | Não                   | 229 493          | 1 151,50               | Nova Orleães é a cidade mais populosa do estado e sede da Suprema Corte da Luisiana.                                                            |
| Maine              | Augusta        |          | 1832          | 142,79              | Não                   | 19 136           | 134,02                 | Augusta tornou-se oficialmente capital do estado em 1827, mas o governo só fixou-se lá em 1832. Portland é a cidade mais populosa do estado.    |
| Maryland           | Annapolis      |          | 1694          | 18,60               | Não                   | 38 394           | 2 064,62               | Annapolis é a menor das capitais em área de terra. Baltimore é a cidade mais populosa do estado.                                                |
| Massachusetts      | Boston         |          | 1630          | 125,04              | Sim                   | 617 594          | 4 938,99               | Boston é a capital que possui a maior densidade populacional.                                                                                   |
| Michigan           | Lansing        |          | 1847          | 93,37               | Não                   | 114 297          | 1 224,14               | Lansing é a única capital estadual que não é também sede do condado do qual está situada. Detroit é a cidade mais populosa do estado.           |
| Minnesota          | Saint Paul     |          | 1849          | 134,63              | Não                   | 285 068          | 2 117,46               | Minneapolis é a cidade mais populosa do estado. Ela e Saint Paul formam o núcleo da maior região metropolitana do estado.                       |
| Mississippi        | Jackson        |          | 1821          | 287,62              | Sim                   | 173 514          | 603,28                 | |
| Missouri           | Jefferson City |          | 1826          | 93,11               | Não                   | 43 079           | 462,67                 | Kansas City é a cidade mais populosa do estado.                                                                                                 |
| Montana            | Helena         |          | 1875          | 42,35               | Não                   | 28 190           | 665,70                 | Billings é a cidade mais populosa do estado. |
| Nebraska           | Lincoln        |          | 1867          | 230,79              | Não                   | 258 379          | 1 119,52               | Omaha é a cidade mais populosa do estado. |
| Nevada             | Carson City    |          | 1861          | 374,67              | Não                   | 55 274           | 147,53                 | Las Vegas é a cidade mais populosa do estado.                                                                                                   |
| Nova Hampshire     | Concord        |          | 1808          | 166,38              | Não                   | 42 695           | 256,61                 | Manchester é a cidade mais populosa do estado.                                                                                                  |
| Nova Iorque        | Albany         |          | 1797          | 55,40               | Não                   | 97 856           | 1 766,36               | Albany é a capital mais populosa dentre aquelas com população inferior a 100 mil habitantes. Nova Iorque é a cidade mais populosa do estado.    |
| Nova Jérsei        | Trenton        |          | 1784          | 19,81               | Não                   | 84 913           | 4 285,63               | Newark é a cidade mais populosa do estado. |
| Novo México        | Santa Fé       |          | 1610          | 119,09              | Não                   | 67 947           | 570,56                 | Santa Fé é a capital com a maior altitude. Albuquerque é a cidade mais populosa do estado.                                                      |
| Ohio               | Columbus       |          | 1816          | 562,47              | Sim                   | 787 033          | 1 399,25               | |
| Oklahoma           | Oklahoma City  |          | 1910          | 1 570,59            | Sim                   | 579 999          | 369,29                 | |
| Oregon             | Salem          |          | 1855          | 124,06              | Não                   | 154 637          | 1 246,47               | Portland é a cidade mais populosa do estado. |
| Pensilvânia        | Harrisburg     |          | 1812          | 21,06               | Não                   | 49 528           | 2 352,14               | Filadélfia é a cidade mais populosa do estado.                                                                                                  |
| Rhode Island       | Providence     |          | 1900          | 47,66               | Sim                   | 178 042          | 3 736,00               | |
| Tennessee          | Nashville      |          | 1826          | 1 230,58            | Não                   | 601 222          | 488,57                 | Memphis é a cidade mais populosa do estado. |
| Texas              | Austin         |          | 1839          | 771,56              | Não                   | 790 390          | 1 024,41               | Houston é a cidade mais populosa do estado. |
| Utah               | Salt Lake City |          | 1858          | 287,77              | Sim                   | 186 440          | 647,87                 | |
| Vermont            | Montpelier     |          | 1805          | 26,06               | Não                   | 7 855            | 301,47                 | Montpelier é a capital menos populosa do país. Burlington é a cidade mais populosa do estado.                                                   |
| Virgínia           | Richmond       |          | 1780          | 154,91              | Não                   | 204 214          | 1 318,30               | Virginia Beach é a cidade mais populosa do estado.                                                                                              |
| Virgínia Ocidental | Charleston     |          | 1885          | 81,64               | Sim                   | 51 400           | 629,62                 | |
| Washington         | Olympia        |          | 1853          | 46,15               | Não                   | 46 478           | 1 007,03               | Seattle é a cidade mais populosa do estado. |
| Wisconsin          | Madison        |          | 1838          | 198,89              | Não                   | 233 209          | 1 172,58               | Milwaukee é a cidade mais populosa do estado.                                                                                                   |
| Wyoming            | Cheyenne       |          | 1869          | 63,51               | Sim                   | 59 466           | 936,38                 | |